# Szinyei Gerzson
Szinyei Gerzson (Luka, 1836. március 16. – Sárospatak, 1919. június 3.) királyi tanácsos, református akadémiai tanár és főkönyvtárnok, Szinyei Endre testvérbátyja.

## Élete
Szinyei András református lelkész és Sárkány Zsuzsánna fia. Tanulmányait Sárospatakon kezdte 1844-ben, ahonnét a gimnázium és akadémia végeztével 1857. szeptemberben gróf Degenfeld Sándor nevelője lett Erdőszádán (Szatmár megye), akivel 1860 tavaszán külföldre ment és beutazta Németországot, Belgiumot, Hollandiát, Franciaországot, Felső-Olaszországot és Svájcot, egyúttal három félévet a heidelbergi és berlini egyetemen töltött. Külföldi útjából hazatérvén, még azon év (1862) szeptemberében gimnáziumi tanárrá választatott a sárospataki református főiskolában; 1868-ban ugyanott akadémiai tanárságra lépett elő; tanította a magyar irodalmat, egyszersmind a főiskolai könyvtárnoki tisztet is viselte 1878-ig; ezen idő alatt a könyvtárt rendezte és az akadémiai ifjúság önképzőkörének vezetője volt. 1875-től a budapesti egyetemes tanügyi bizottság tagja volt, ahol legtöbbször jegyző, vagy előadó volt, 1881-ben a tiszáninneni egyházkerületi tanárok zsinati képviselőjének választották. Tagja volt a debreceni és a budapesti zsinatnak; 1883-tól világi tanácsbírája az alsózempléni egyházmegyének. Tőle eredt a sárospataki irodalmi kör felállításának eszméje. Nyugalomba vonult 1902. szeptember 1-jén.
Cikkei a Sárospataki Füzetekben (1863. A történetírás mint művészet, 1866. Emlékbeszéd Tóth Miklós tanár felett, 1868. A classicismus és romanticismus a magyar költészetben és könyvismertetések); a Honban (1873. A sárospataki főiskola történetéhez, midőn Bessenyei György ott tanult), a Prot. Figyelmezőben (1874. Emlékbeszéd a Finkey testvérpár felett, 1876. Adalék Komáromi Csipkés György működéséhez, 1876. Alistáli Farkas Jakab, egy eddig ismeretlen XVII. századbeli író); a Figyelőben (I., II. 1877. Bessenyei Györgyről, XI., XII. XXI. 1888. Fáy András); a Sárospataki Lapokban (1885. Képek és vázlatok a sárospataki ref. főiskola XVIII. és XIX. századbeli történetéből a nemesi élet keretében, 1892. Comenius Amos János művei, melyek Sárospatakon készültek és részben itt ki is nyomattak), az Irodalomtörténeti Közleményekben (1892. Kazinczy Ferencz az iskolaügyről); a Magyar Könyv-Szemlében (1898); a Sárospataki Reform. Lapokban (1905. 26. sz. A főiskolai nyomdáról); írt a Protestáns Egyházi és Iskolai Lapba is.

## Munkái
- Latin mondattan, a gymnasium III. és IV. oszt. számára. Sárospatak, 1866. (Kérészi Istvánnal. 3. kiadás 1874. 4. jav. kiadás. 1880. Uo.)
- Magyar-latin zsebszótár. Uo. 1868. (Soltész Ferenczczel, Soltész Jánossal, Kérészi Istvánnal és Szivós Mihálylyal együtt. 2. kiadás. 1880. 3. jav. k. 1898. Uo.).
- Vélemény a gymnasiumi szervezkedés ügyében. Uo. 1873.
- Emléklapok id. b. Vay Miklós félszázados egyh. hivataloskodásának örömünnepe alkalmából. Szerk. Uo. 1873.
- Válasz azoknak, kik a sárospataki jogakadémiát Miskolczra akarnák áthelyezni. Uo. 1876.
- A sárospataki főiskolai tanári kar véleménye a m. kir. vallás és közoktatási miniszter által az országgyűlés elé terjesztendő gymnasiumi és reáliskolai oktatásról szóló törvényjavaslat felől. Uo. 1880.
- A sárospataki főiskolai könyvtár története. Uo. 1884.
- A s.-pataki főiskolai könyvtár többszörös példányai. Uo. 1886.
- A sárospataki ev. ref. egyház templomairól. Adalékul az ev. ref. egyház történetéhez. Uo. 1896.